# Gõ kiến hoàng gia
Campephilus imperialis là một loài chim trong họ Picidae.

## Hình ảnh

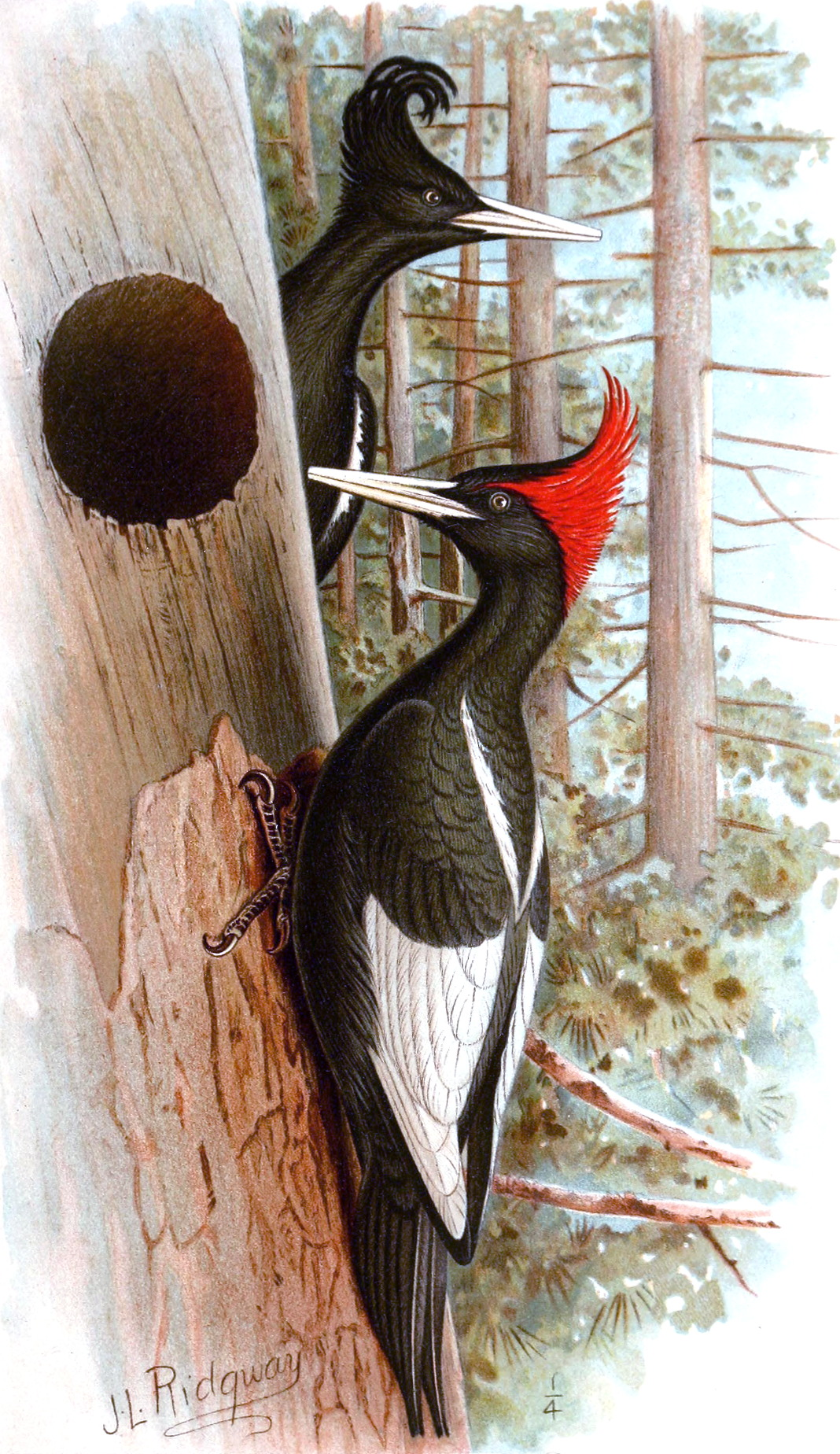
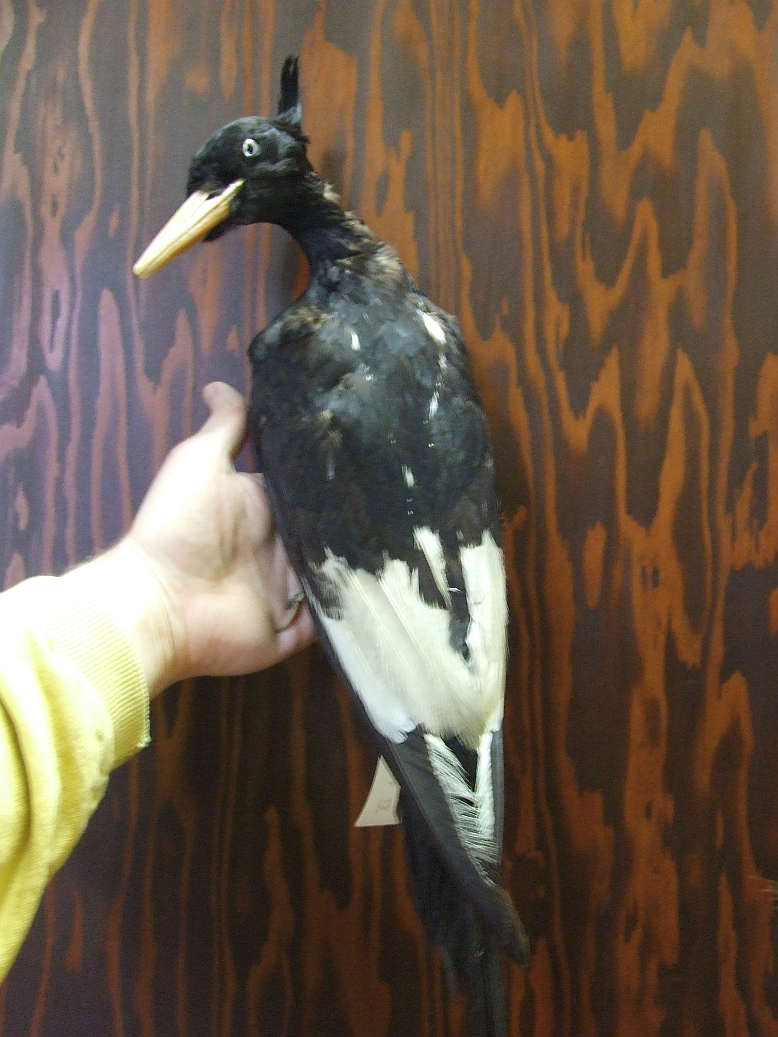